# PalaTornambè
Il PalaTornambè è un impianto sportivo dove venivano svolte le gare interne della Pallacanestro Ribera.

## Storia
Inaugurato negli anni 2000 è una Palestra Comunale annessa all'Istituto Comprensivo "F. Crispi".
Il nome è in ricordo di Nino Tornambè, giovane cestista riberese scomparso prematuramente a seguito di un incidente stradale.
Negli anni 2000 ha ospitato le gare interne della Pallacanestro Ribera in Serie A1 femminile e in FIBA EuroCup  e dell'Ares Ribera in Serie B2 maschile. A seguito della cessione del titolo sportivo del settore maschile a Palermo e della scomparsa della Pallacanestro Ribera, la struttura viene utilizzata per i settori giovanili di pallacanestro.
A partire dalla stagione 2023-2024 ospita le gare dei Ribera Knights, militanti nella Divisione Regionale 2, 7º livello cestistico nazionale.

## Galleria d'immagini

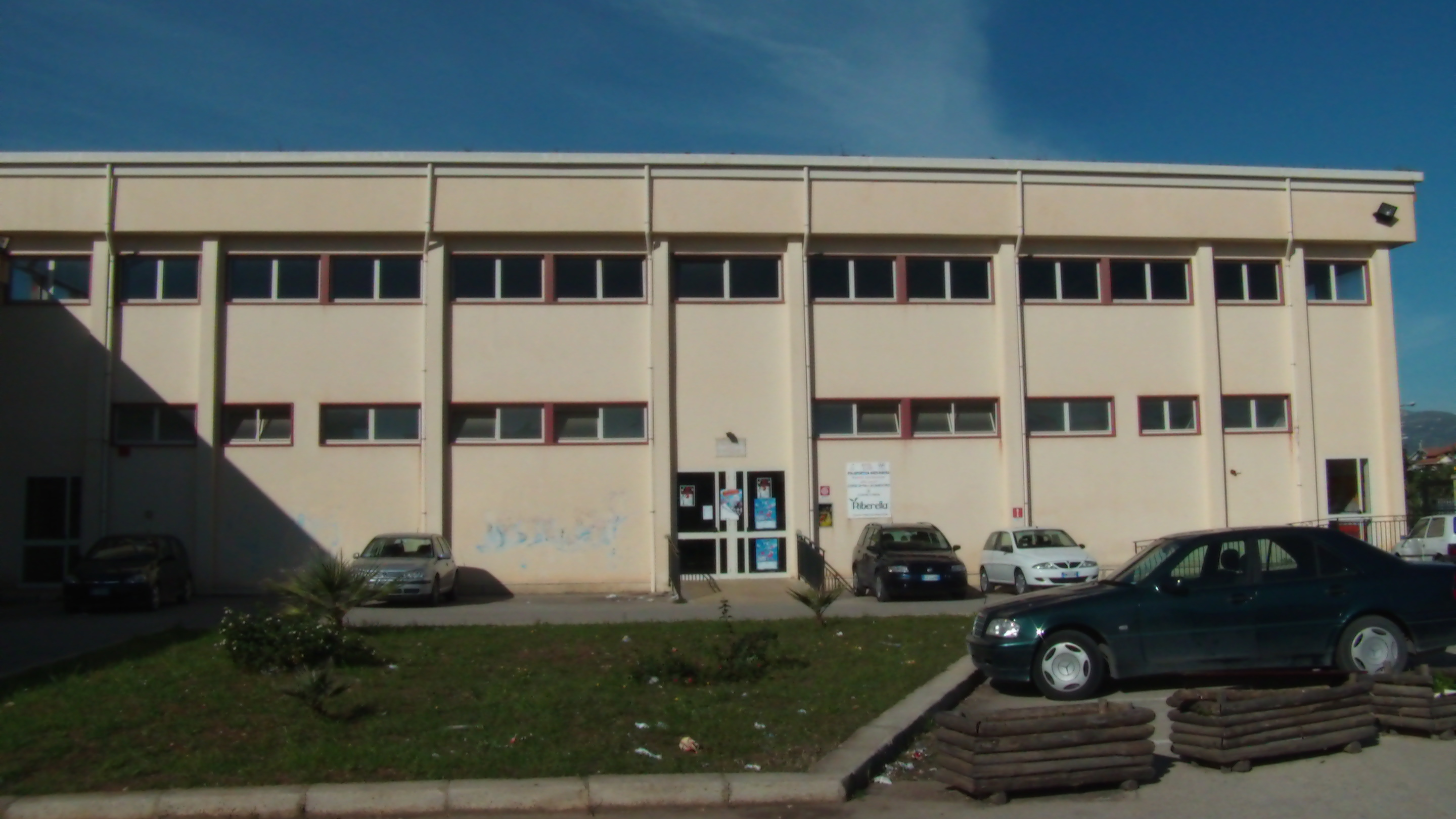
Esterno del PalaTornambè.
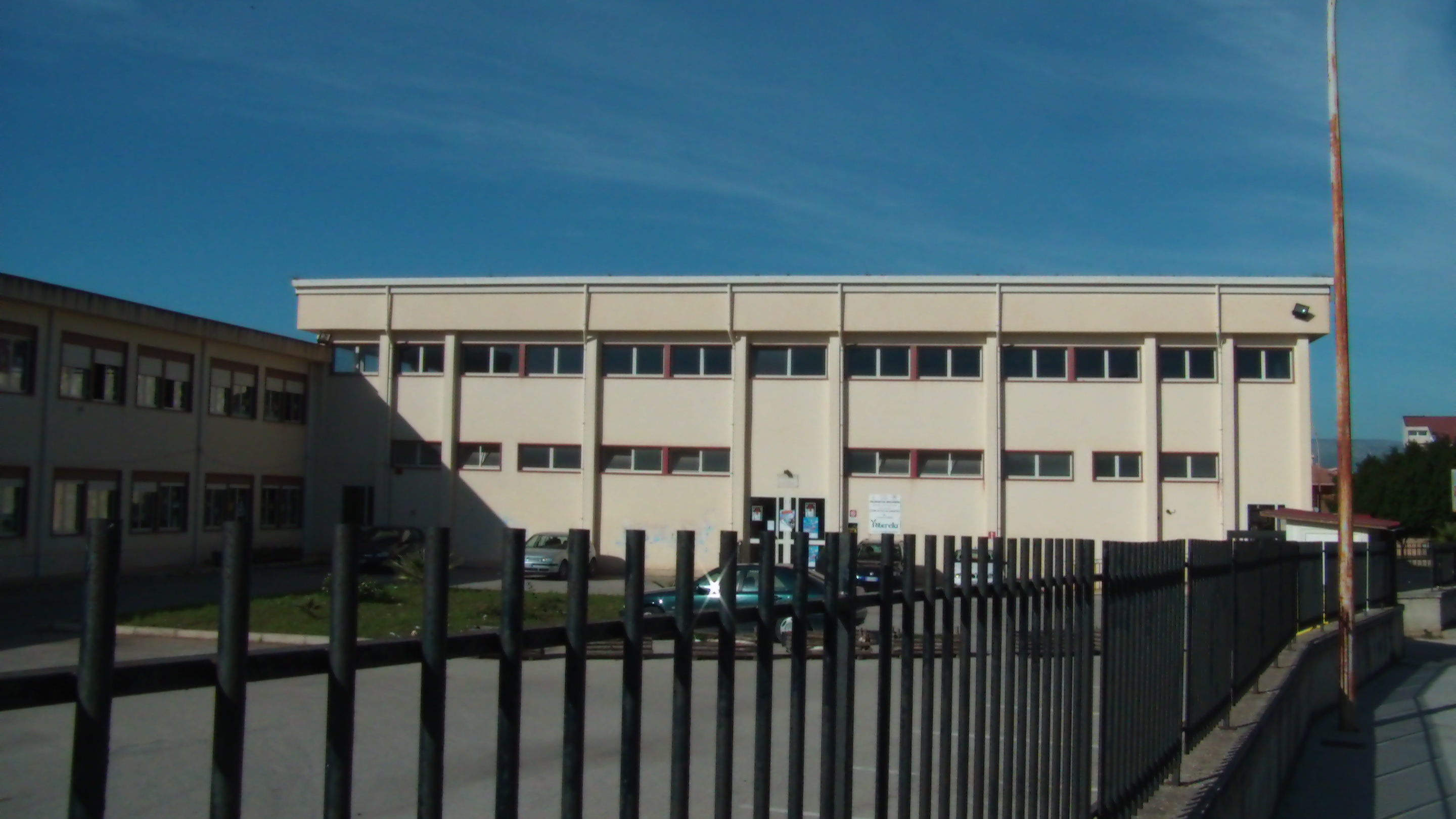
Esterno del PalaTornambè.
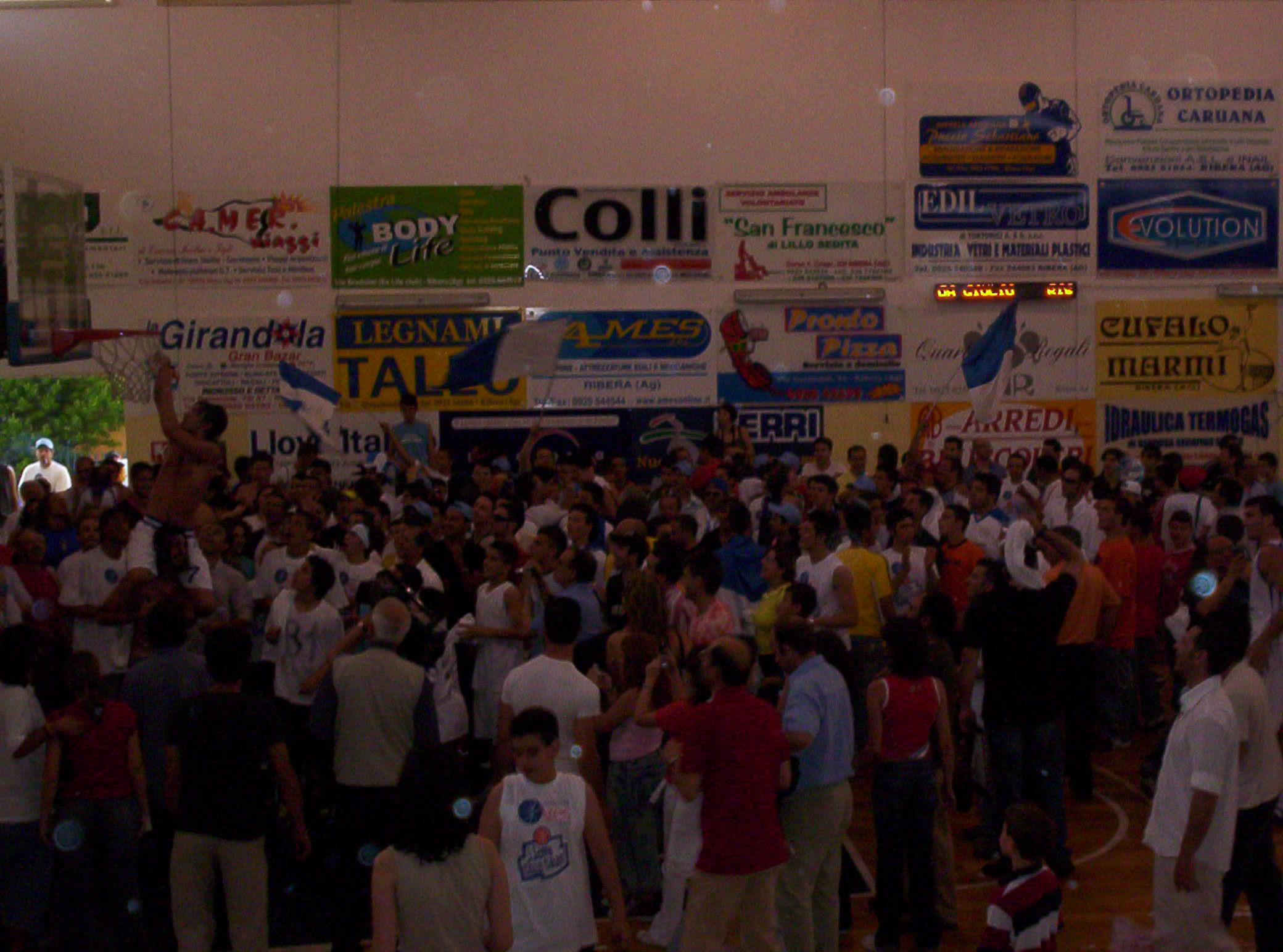
PalaTornambè. L'Ares Ribera festeggia la promozione in Serie B1al termine della stagione 2004-2005.
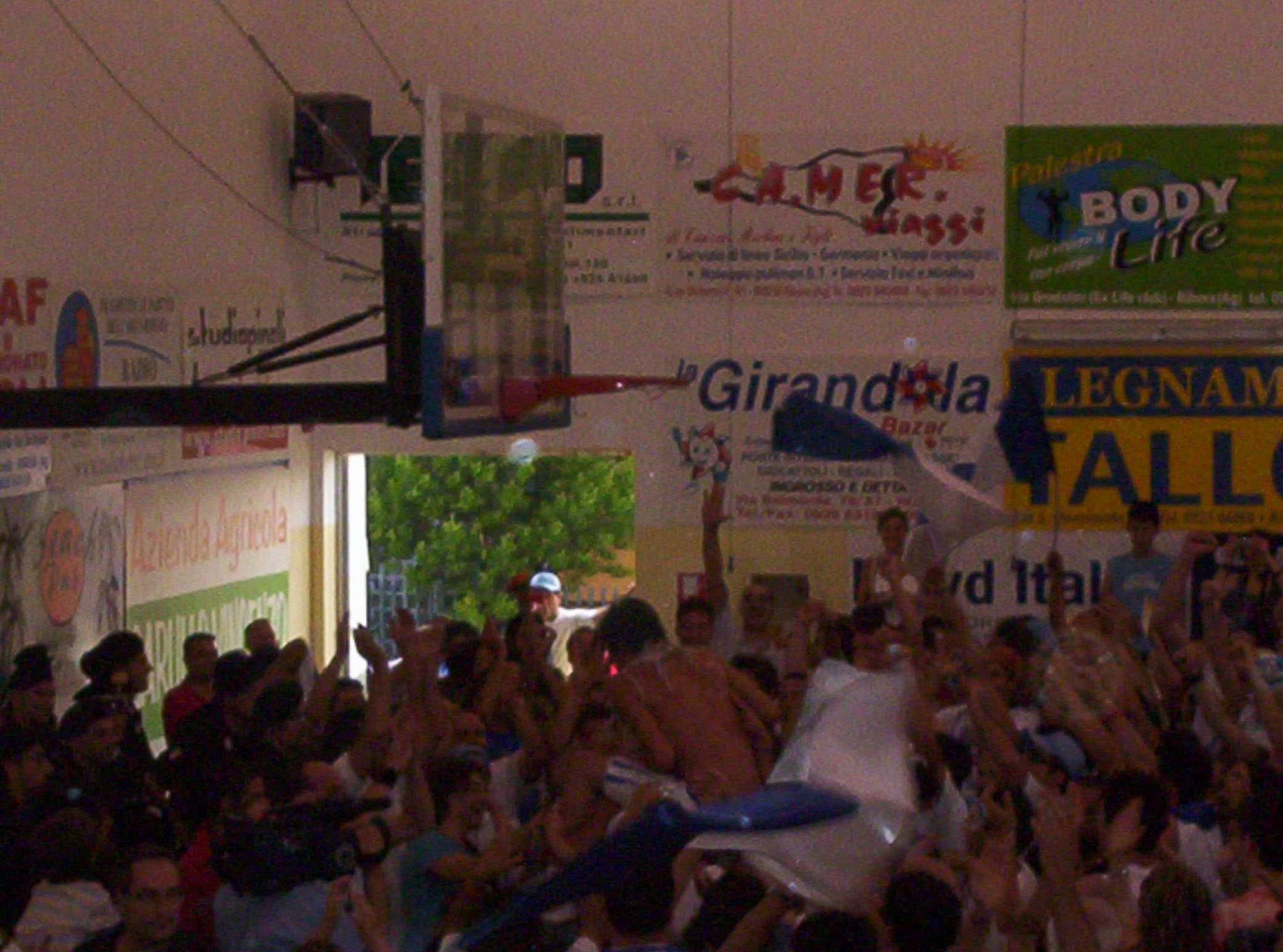
PalaTornambè. L'Ares Ribera festeggia la promozione in Serie B1al termine della stagione 2004-2005.